# Джовинацо
Джовина̀цо (на италиански: Giovinazzo, на местен диалект Scevenàzze, Шевенаце) е пристанищен град и община в Южна Италия, провинция Бари, регион Пулия. Разположен е на брега на Адриатическо море. Населението на общината е 21 455 души (към 2013 г.).